# فرودگاه بین‌المللی داروین
فرودگاه بین‌المللی داروین (به انگلیسی: Darwin International Airport) یک فرودگاه نظامی و همگانی مسافربری با کد یاتا DRW است که یک باند فرود آسفالت دارد و طول باند آن ۳۳۵۴ متر است. این فرودگاه در شهر داروین (استرالیا) کشور استرالیا قرار دارد و در ارتفاع ۳۱ متری از سطح دریا واقع شده‌است.